# Richard Herrmann
Richard Herrmann (Katowice, Lengyelország, 1923. január 28. – Frankfurt am Main, 1962. július 27.) nyugatnémet válogatott világbajnok német labdarúgó, csatár.

## Pályafutása

### Klubcsapatban
1934 és 1945 között az 1. FC Kattowitz játékosa volt. A második világháború után először Angliában, majd az Egyesült Államokban volt hadifogoly. Majd visszakerült az angliai  Derbybe, ahol a Derby County szakmai vezetői látták és jelezték neki, hogy tehetséges játékos. 1947-ben szabadult és az FSV Frankfurt csapatához szerződött, ahol 1960-as visszavonulásáig játszott.

### A válogatottban
1950 és 1954 között nyolc alkalommal szerepelt a nyugatnémet válogatottban és egy gólt szerzett. Tagja volt az 1954-es világbajnok csapatnak.

## Sikerei, díjai
NSZK
- Világbajnokság
  - világbajnok: 1954, Svájc